# Крепость Мариенберг
Крепость Мариенберг (нем. Festung Marienberg) — средневековая резиденция вюрцбургских епископов на засаженном виноградниками холме Девы Марии напротив старой части города Вюрцбурга. Хорошо видна практически с любой точки старого города.

Ещё в кельтские времена на холме, на котором стоит крепость, находилось ограждённое поселение и языческое святилище. На его месте в первой половине XI века была построена романская часовня Мариенкирхе, где хоронили вюрцбургских епископов. Это самая древняя сохранившаяся постройка Вюрцбурга. 

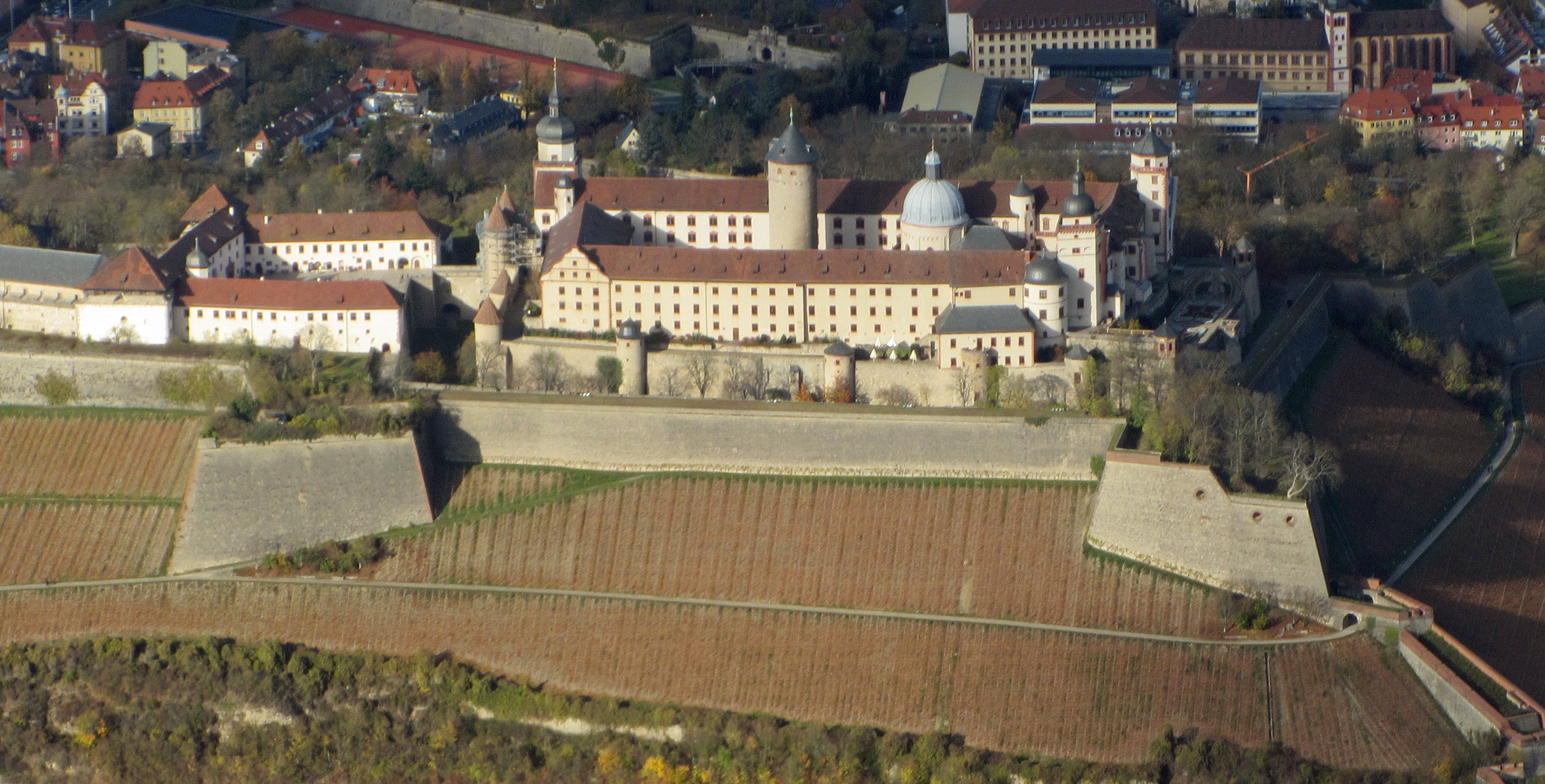
С высоты птичьего полёта

На протяжении многих веков крепость неоднократно перестраивалась. С 1253 по 1719 гг. служила главной резиденцией вюрцбургских князей-епископов. С 1573 г. началось постепенное переоборудование суровых средневековых построек в элегантный замок эпохи Возрождения. Во время Тридцатилетней войны крепость в 1631 г. была завоёвана шведами, перестроена в барочную крепость, и возле неё был разбит княжеский сад.
По приказу князя-епископа Иоганна Филиппа фон Шёнборна (1642—1673) были построены многочисленные дополнительные военные сооружения и бастионы. Внутри крепости находится также колодец глубиной в 105 метров.
Во время похода на Майн 1866 года прусская армия обстреляла Мариенберг, служивший королевской баварской крепостью, но артиллерия крепости смогла эффективно ответить на огонь, и Мариенберг остался не взятым вплоть до подписания соглашения о перемирии.
Сегодня крепость Мариенберг является одной из главных достопримечательностей Вюрцбурга. На территории крепости открыты для посещения музей Майнской Франконии с 81 работами средневекового скульптора Рименшнейдера и музей Фюрстенбау, включающий покои вюрцбургских епископов.

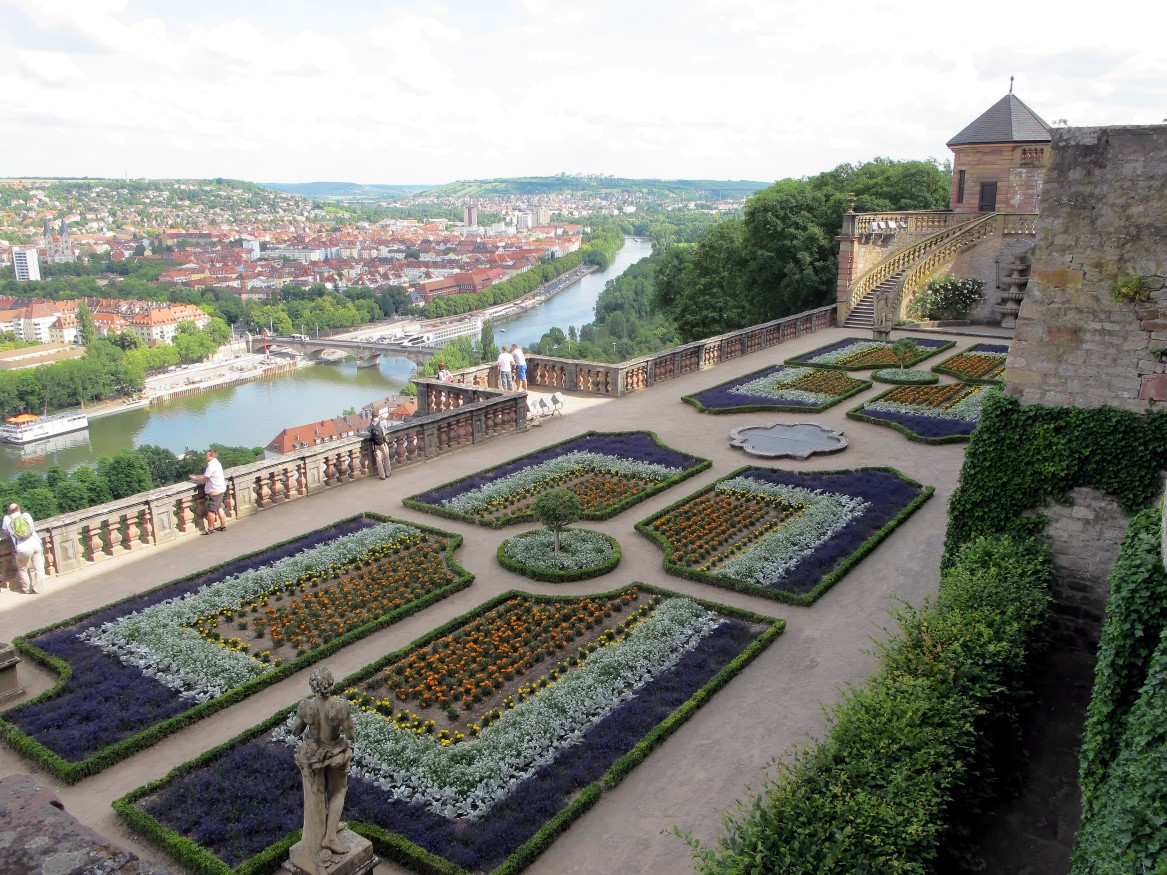
Княжеский сад
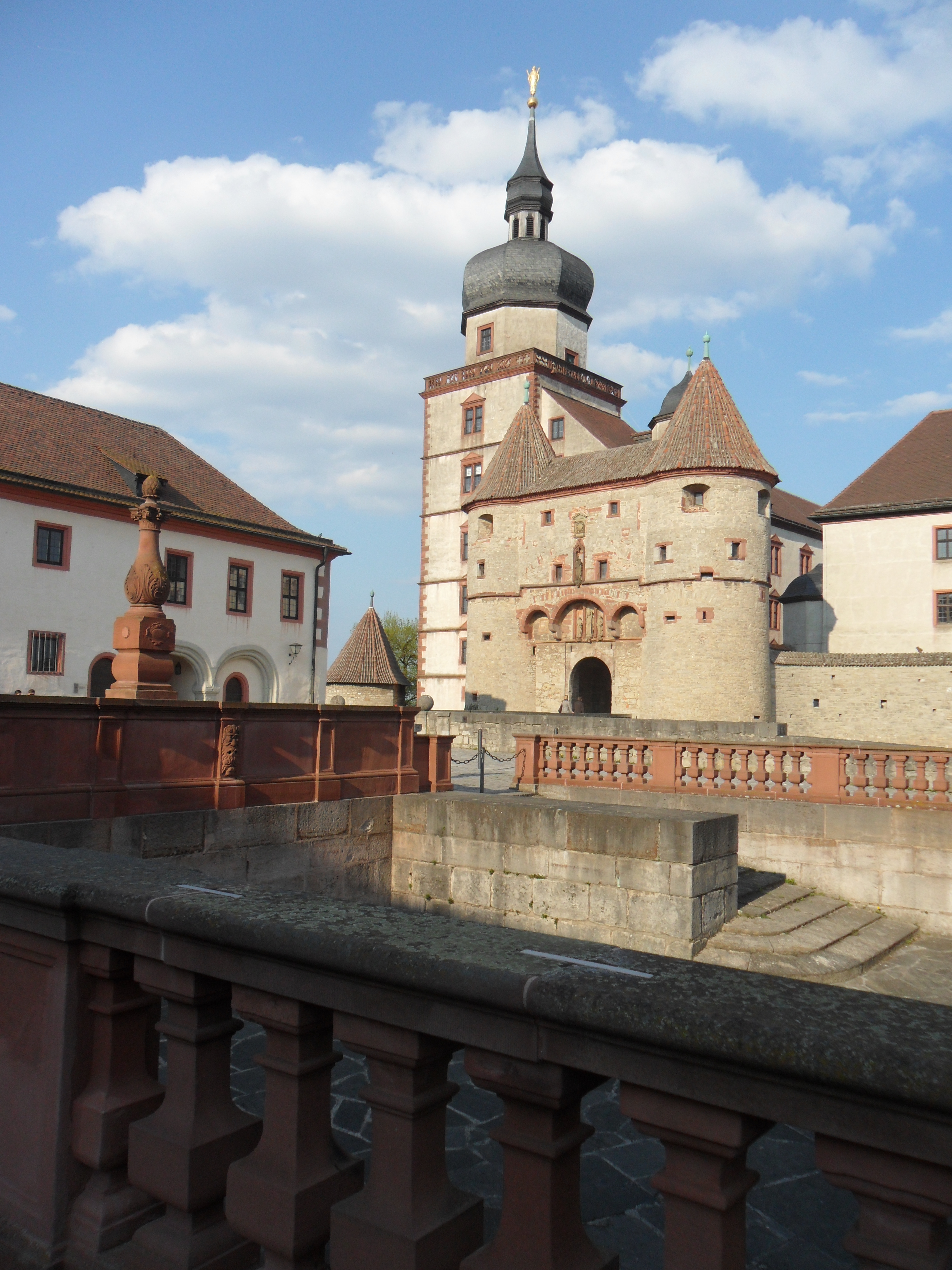
Бывший пруд для купания лошадей
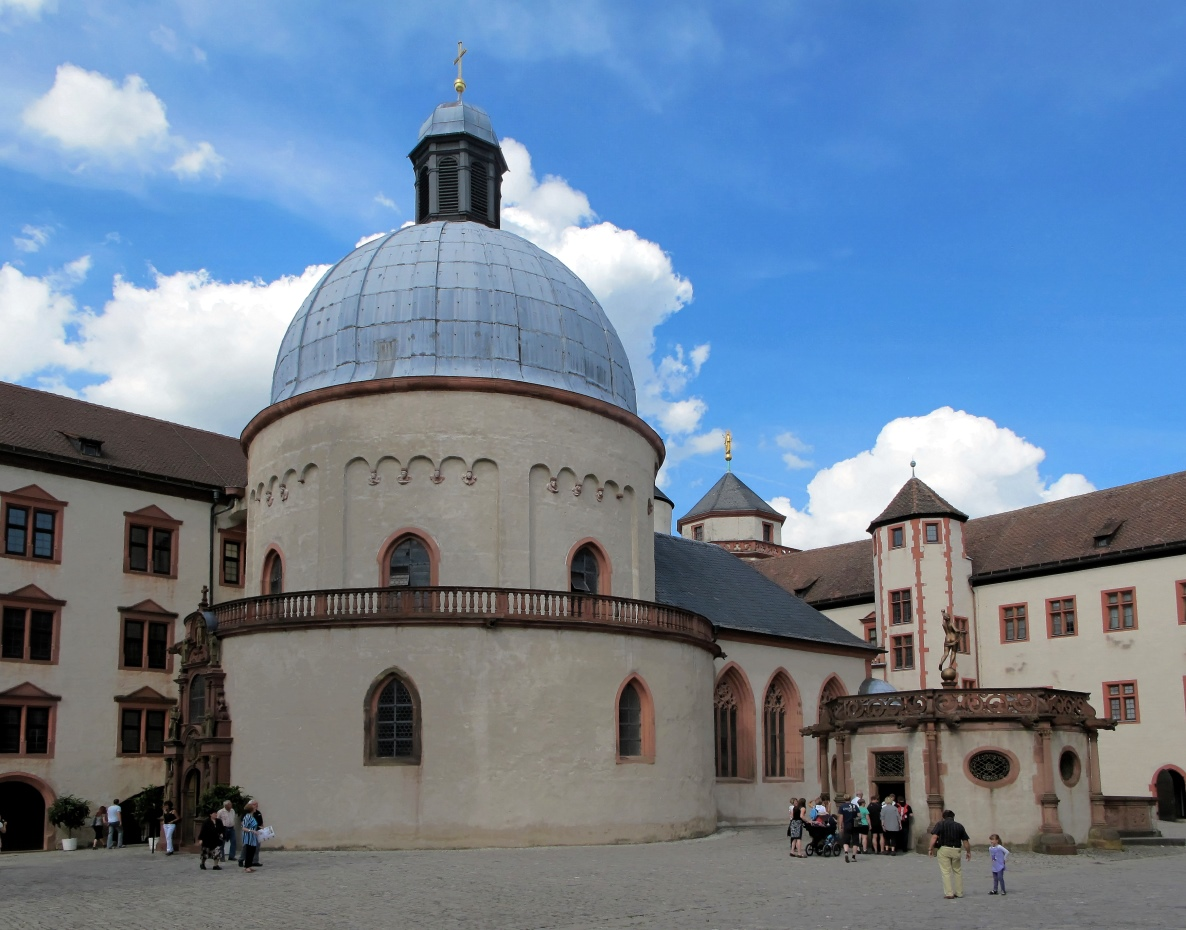
Церковь Девы Марии (XI век)
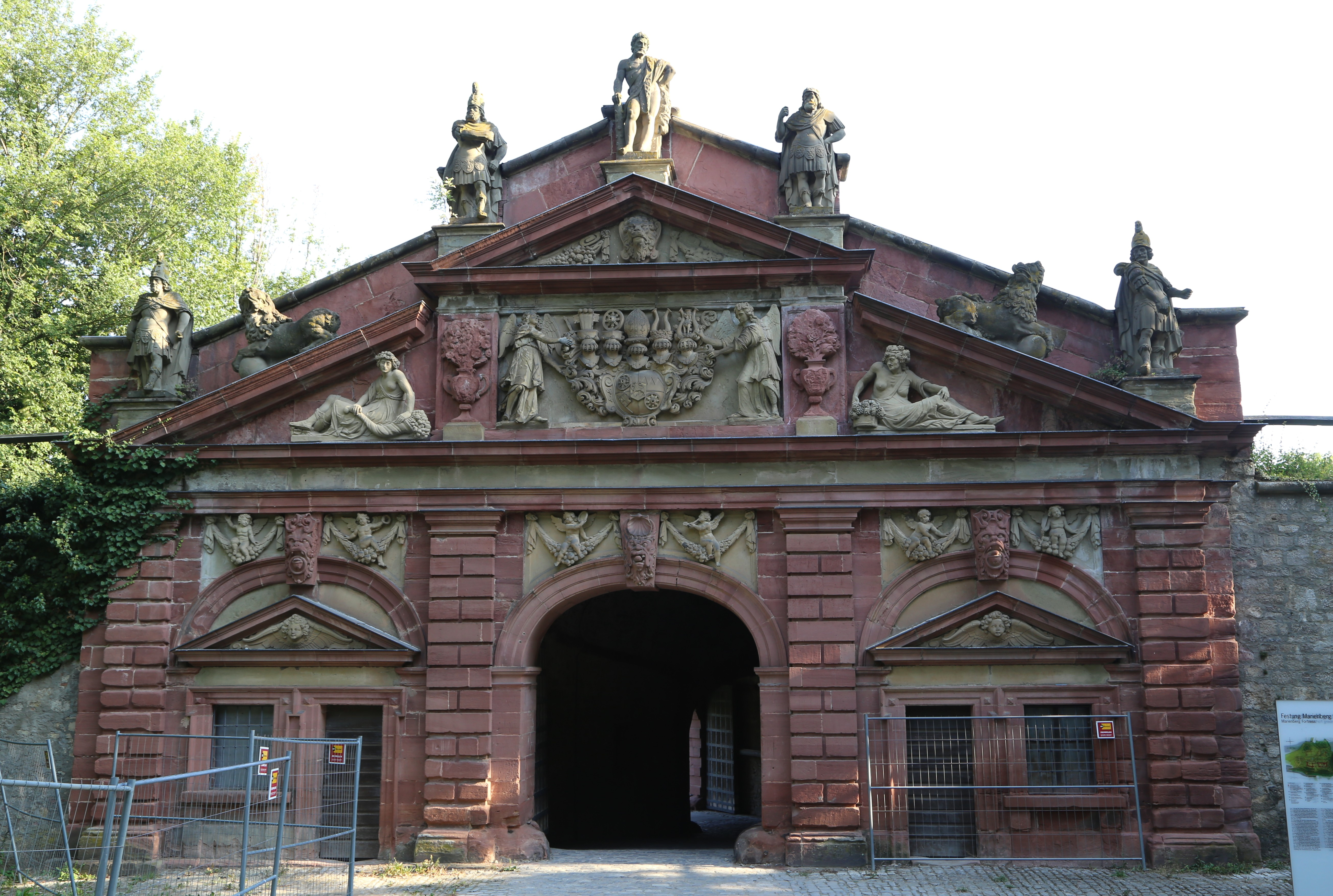
Новые ворота (1653 год)
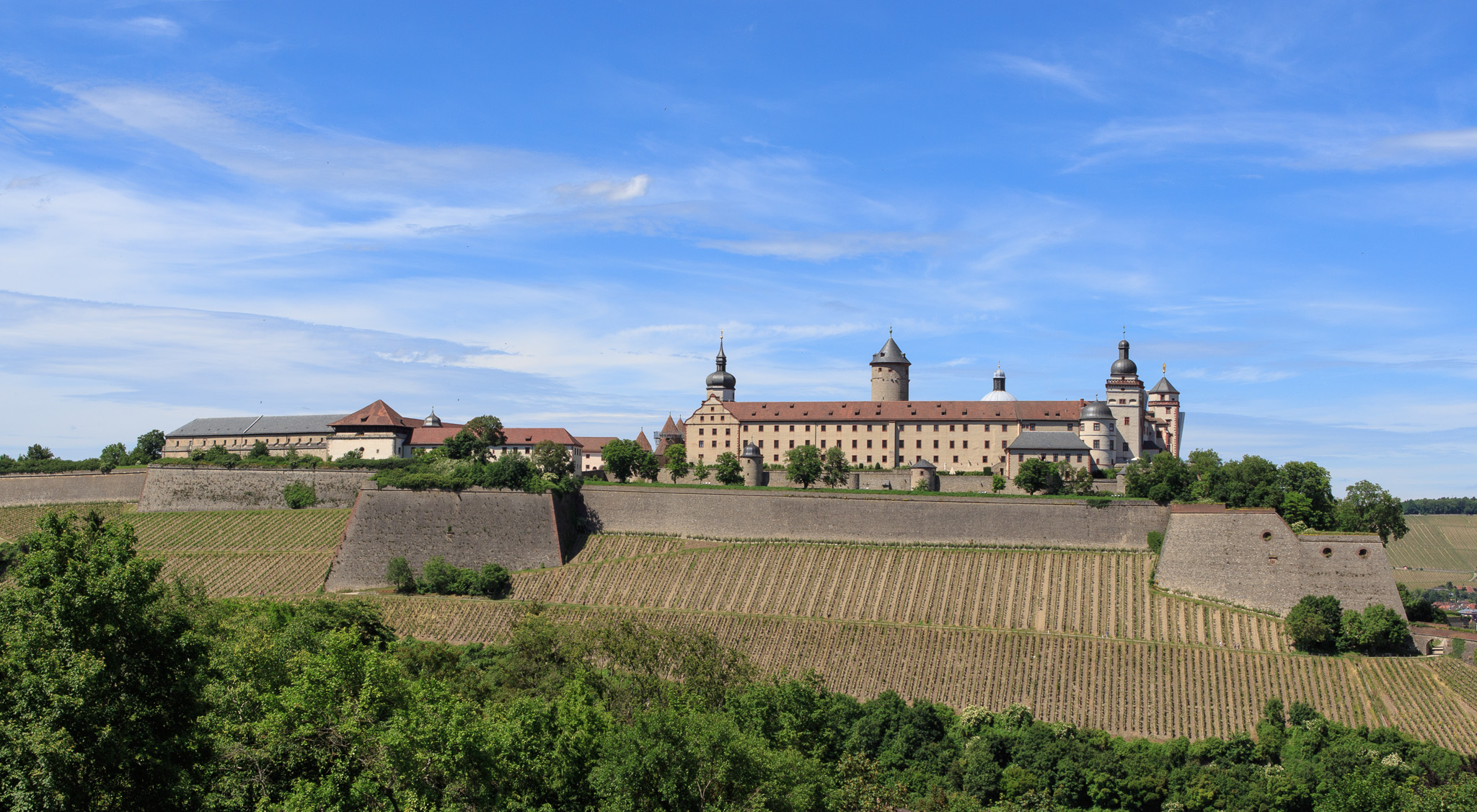
Вид со стороны холма Святого Николая